# Тиниця (Ніжинський район)
Тини́ця — село в Україні, у Бахмацькій міській громаді Ніжинського району Чернігівської області.

## Географія
Розташовано в східній частині Ніжинського району. На півдні від Тиниці село Григорівка, на сході — Карпичин (Кирпичне) (ліквідований), на півночі — Глибоке, на північному заході фактично межує з містом Бахмач, на захід від села — Шумейків.

## Населення

### Мова
Розподіл населення за рідною мовою за даними перепису 2001 року:
| Мова            | Кількість | Відсоток |
| --------------- | --------- | -------- |
| українська      | 2055      | 98.42%   |
| російська       | 24        | 1.15%    |
| білоруська      | 5         | 0.24%    |
| румунська       | 3         | 0.14%    |
| інші/не вказали | 1         | 0.05%    |
| Усього          | 2088      | 100%     |

## Походження назви
Припускають, назва села походить від «тинів», якими вибруковували шлях — по тинах під час пересування на підводах. Також зустрічається форма написання села Отиниця. Також є версія, що село засноване у верхів'ях двох річок: Борзенки та Малий Ромен. Оскільки вони близько підходили одна до одної — стиналися, — це дало назву й селу Тиниця.

## Історія

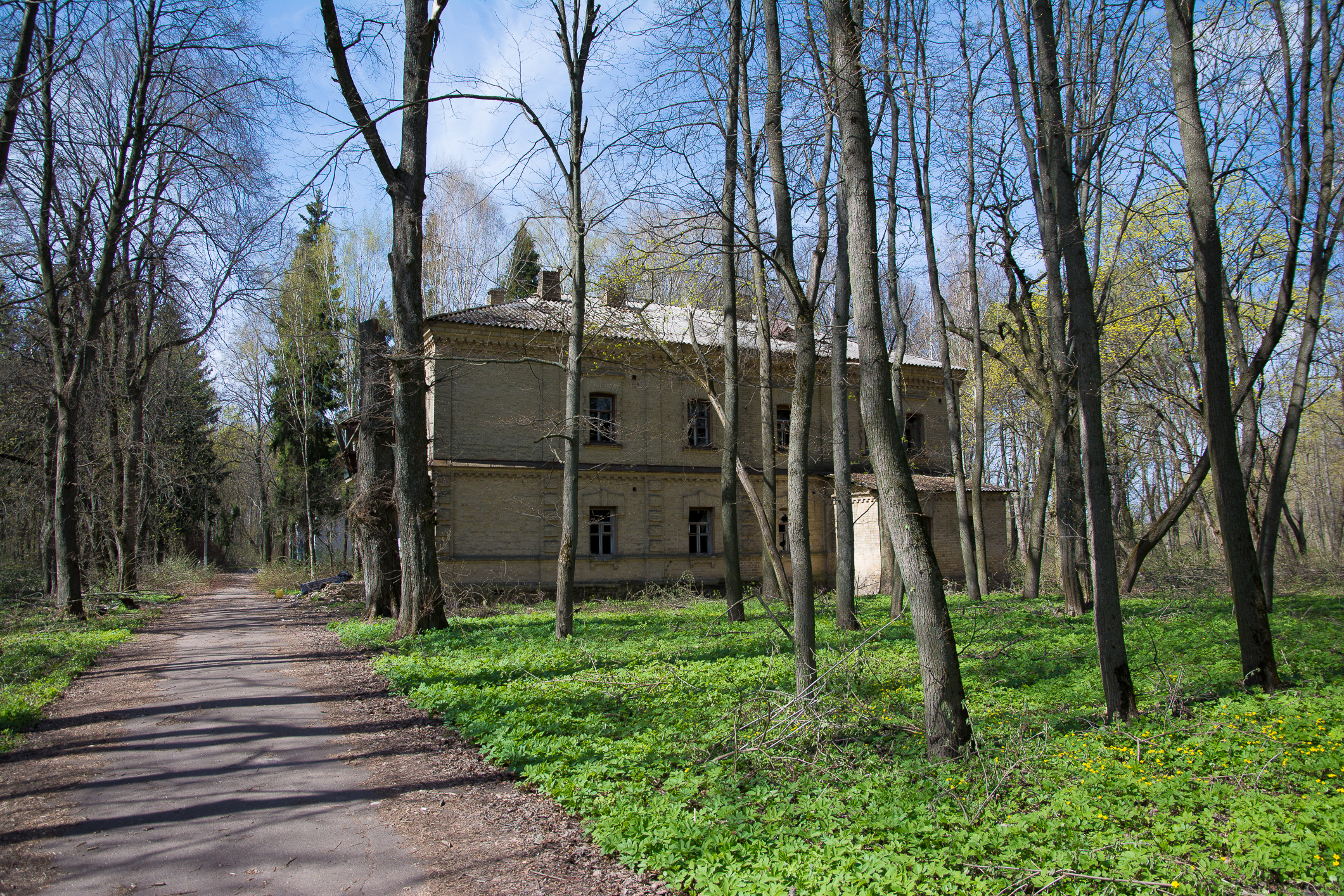
У Тиницькому Кочубеївському парку.

Перша згадка про село 1659. Засноване у болотистих верхів'ях річки Малий Ромен, імовірно, вихідцями з Правобережної України. Належало до Бахмацької сотні Ніжинського полку.
За громадянськими відомостями 1736 у Тиниці було 69 реєстрових козаків, об'єднаних в один курінь, та 42 посполитих.
1750 Семен Кочубей просив архіпастирського дозволу «весьма обветшалую церковь Покрова Благородицы в с. Тиница перестроить». Рішення було дане, оскільки в цей час Тиниця перебувала у безпосередній близькості до відновленої столиці Гетьманщини — міста Батурин, резиденції Гетьмана Кирила Розумовського.
Важливий період Тиниці — діяльність у селі Олена Василівна Кочубей-Маюрової (нар. 1793 — пом. 1863), дружини дійсного статського радника Олексія Маюрова. Тиниця перейшла до неї у 1816 р. за заповітом матері.
Місцевий краєзнавець пише:
| «В 1841 році жителькою Оленою Василівною Майоровою, уродженки Кочубеєвої, побудувати дерев'яний храм на кам'яному фундаменті». Чотири євангелісти на пергаменті написані Оленою Майоровою, дочкою Василя Васильовича Кочубея. Будівельниця храму Олена Василівна ще крім тих 32 десятин, від себе виділила ще 32 десятини. Багатьох сиріт вона виховала і віддала в замужжя, в тому числі духовних дівчат. Дві дочки священика Бахмацької Вознесенної церкви Варвара і Дарія «прибегли к покровительству госпожи Майоровой» і вона виховала їх і пристойно видала заміж, а Дарію за священика Нечаєвського. Для слухання вечірньої, вранішньої літургії вона завжди при своїй слабості здоров'я, відправлялась пішки; проводила життя досить стримано, чаю і кави ніколи не пила, і страву вживала раз на день і то помірно. Труд і молитва – задоволення її життя. Читання духовних книг – любиме її заняття; вона наділяла книгами свого священика, а особливо диякона Данила Котовського. В останній від молитви і читання час, вдень і вечорами вона займалась шиттям покрівцев для церкви, які були привабливого вигляду. Крім побудови церкви, дзвіниці і всього описаного вона прикрасила престол храму різними срібними і позолоченими речами і збагатила його. У її володінні був гарний парк. Алеї якого з двох сторін були обсаджені деревами: каштанами, кленами, дубами. Тут також росли берези, ялини, сосни. В парку росли навіть дерева, яких в нашій місцевості не вирощують. Тут були кедри, волоські горіхи, модрини. Число прихожан, яке було в 1864 році: 1431 чоловіків і 1449 жінок, а в 1860 році – 1633 чоловіків і 1634 жінок. Засоби для продовольства – обробіток землі, якої в Тиниці було 8500 десятин. Земля оброблялася волами, як і в усьому уїзді. Після реформи 1861 року найкраща земля залишалася у поміщиці Олени Василівни Майорової, яка на той період мешкала в Тиниці. Благочестива раба Божа померла 1863 року. Маєток та тиницькі землі від Олени Василівни Маюрової успадковує її племінниця Катерина Василівна Кочубей (Галаган) Згодом її викупили Сохані, Кудленці, Семененці, Зорчині та інші. |
Проте більшість селян страждали від безземелля. Проблема ускладнювалась демографічним вибухом. Малоземелля і злидні примушували тиничан переселятися у Сибір і на Далекий Схід. Так в Уссурійському краї з'явилися Чернігівка, Голінка, Дмитрівка та інші населені пункти, засновані переселенцями з-під Тиниці.

### Перша світова війна
Кілька тиничан загинули або стали каліками на фронтах Першої світової війни (загинув Глушко Микола Федорович та інші). Дехто перебував у ворожому полоні. А були ж такі, які відзначились нагородами. Так, Крапивний Семен Данилович звичайною гарматою збив ворожий літак, за що одержав нагороду — Георгіївського Хреста. Тоді в царську армію було мобілізовано практично всіх дорослих чоловіків. В той період широкою популярністю користувались історичні та патріотичні пісні. Найчастіше співали «Ще не вмерла Україна», «Ой, горе тій чайці» та інші.
Перед утворенням УНР у селі крім українців жили євреї, які в основному були продавцями у власних крамницях. Лише один єврей був пастухом, якого селяни прозвали Займаньком. Були також і росіяни.
У маєтку Олени Кочубей-Майорвої у 1921 року створена сільськогосподарська школа. Пізніше цю школу називали районною колгоспною школою (РКШ).

### Період першої присутності комуністів (1920—1941)
За 7 км від Тиниці створена так звана Покровська економія. Землі неї використовувалися добре. Там вирощували зернові та технічні культури, розводили худобу. 1930 року комуністи погромили господарство, а землі передали колгоспу «Вільний пахар». Колгосп ці землі використовував для вирощування жита, пшениці, гречки, цукрових буряків, конопель, кавунів. Працівники цієї економії роз'їхались до інших сіл. А господарство останнього працівника Бурима Миколи було перевезено в Тиницю.
1928 нічого не віщувало наближення Голодомору. Коштом окремих громадян села придбаний механічний млин (змонтували по правій стороні григорівського шляху). Керували млином Захлюпаний Пантелій Данилович та Кравець Федір Іванович. Така мельниця була збудована і в Закревщині, її назвали Коцюбчиною. Стояла вона на правій стороні дороги, яка тягнеться до Бахмача навпроти Лиману. Крім цього навколо села працювали вітряки. Їх було шість. Також були вітряки в Кирпичному і Батуринському хуторах. А в часи створення колгоспів будівництвом мельниць зайнялись колгоспи. І вони були створені в колгоспах «Вільний пахар», 12-річчя РСЧ, 15-річчя ВЛКСМ. Спочатку ці мельниці працювали дією двигунів внутрішнього згорання, а пізніше, коли село було електрифіковане, мельниці стали працювати дією електродвигунів.

### Комуністичний геноцид
Село стало жертвою геноциду українців 1932—1933 років, проведеного урядом СРСР. Комуністичний терор голодом торкнувся більшості родин Тиниці: 
|  | Зараз у пам'яті переді мною картина, як батько кладе на тачку моїх двох братів і сестру, везе на цвинтар. Розгріб лопатою мамину могилу, розгорнув рядно і поклав туди дітей. Батько почав лопатою накидати землю, а я собі руками. А тоді помер і батько. І так від моєї родини ніякого сліду. Тільки пам'ять моя, біль, туга, скорбота, рана на все життя |

. Наводить слова мешканки села Гриценко Ганни Матвіївни, 1919 року народження, спецкаталог Чернігівської ОДА.

Терор голодом тривав і 1934 року, зберігалася висока смертність серед старших людей і дітей: 
|  | Люди рвали конюшину, сушили її, перетирали, потім пекли хліб. У хліб добавляли коноплі, лободу, гарбузи, навіть гнилу картоплю. Суп варили з лободи та гнилої картоплі. Людей примушували працювати на полі, але не дозволяли брати жодного колоска. Коли «солдати» заходили в хату, то обшукували все. Вони не залишали нічого, що можна було їсти. Під час голодомору померло багато людей, хоча рік був урожайним. Від голоду померли мої дід і батько. |

Опитано Зуб Марію Тихонівну, 1921 року народження, спецкаталог Чернігівської ОДА.
Під час Голодомору в Тиниці також комуністи знищили дзвіницю, а цегляну огорожу розібрали і віддали в с. Курінь, де з неї побудували двоповерхову школу, яка існує досі. Потім після війни у церкві був приймальний пункт зерна. Пізніше ця будова була переведена під клуб. Там була і бібліотека. В 1970-х роках будівлю церкви зруйнували, а на її місці зробили їдальню, яка тепер у власності фермера Артака Сагателяна.
До приходу німецьких військ у селі лютували банди НКВД СССР. Так, до 1937 року директором Тиницької школи був Пелех Й. П., завучем — Діденко Ю. А., учителем української мови та літератури — Ісаєнко К. М. Їх усіх трьох викрали комуністи, а потім таємно розстріляли. У післявоєнні роки самі ж і реабілітували, але компенсацій родичам не виплатили.

### Період союзу Сталіна та Гітлера
1940 на південній околиці села, на площі 84 га, створений військовий аеродром. На примусових роботах були й тиничани. Люди згадують:
| Одного разу трапилась біда: тільки піднявшись, один із літаків зачепив підводу і побив двох хлопчиків – Кравченка з Яленівки та Шевченка з вулиці Шевченка. Цей аеродром діяв і в перші дні війни. Він охоронявся. Вночі охоронці затримували всіх, хто ходив попід летовищем, хоч і проживав на вулиці біля аеродрому. |
12 липня 1941 — друга хвиля мобілізації тиничан.
19 серпня 1941 року частину насильно мобілізованих тиничан направили в Алма-Ату, у війська НКВД СССР.

### Часи німецької присутності (1941—1943)
У Державному архіві Чернігівської області збереглася справа Р-3427, де містяться докладні дані про життя села в роки німецької окупації. Зокрема, документ-розпорядження Бахмацької райуправи Рейхскомісаріату Україна «про нарахування трудоднів члену громади Савченку» — мешканцю села. За період німецької окупації не відомий жоден факт голодної смерті, тоді як 8 років перед тим у селі траплялися випадки канібалізму від терору голодом, влаштованим комуністами.
13 вересня 1943 року сталінське бюро пропаганди повідомило: «На Ніжинському напрямі війська… продовжували успішний наступ і просунувшись вперед від 10 до 17 кілометрів, зайняли понад 40 населених пунктів, у тому числі районний центр Чернігівської області КОМАРОВКА, великі населені пункти ВОЛОВІЦА, СТЕПАНОВКА, БРІТАНИ, ЕВЛАШОВКА, БУРКОВКА, ПЕЧІ, МАЛИЙ САМБУР, ВЕЛИКИЙ САМБУР, ТИНИЦЯ [Архівовано 18 жовтня 2013 у Wayback Machine.], ГОЛЕНКИ, ГАЙВОРОН, ДЕПТОВКА, КОШАРИ, ГАЛКУ та залізничні станції КРУТИ, ВАРВАРОВСЬКИЙ». Всі ці населені пункти постраждали внаслідок комуністичного терору голодом 1932—1933 років, який призвів до смерті від 10 до 40 % мешканців.
Жорстокими були розправи німців над мешканцями окремих міст і сіл, яких підозрювали у зв'язках з партизанами. Так, у с. Тиниця Бахмацького р-ну каральним загоном СС, за наказом німецького обер-лейтенанта Гартмана, у клуні громадянина Кучера були спалені живими 112 активістів села.
У приміщенні сільськогосподарської школи, після визволення села, знаходився шпиталь, де лікували солдатів. Медсестрами працювали: Іващенко Ганна Андріївна (с. Тиниця), Крапивна Марія Іванівна (с. Курінь), Гриценко Олексанра Іванівна (с. Курінь), Рябченко Анастасія Хомівна (с. Курінь), Василенко Галина (м. Бахмач), Гриценко Любов (м. Бахмач), Потупко Марія (с. Тиниця), Іващенко Марія Іванівна (с. Тиниця). Шпиталь працював у складі сталінських військ до вторгнення у Польщу. Медсестра Іващенко Марія Іванівна з поля бою винесла двох поранених солдат сталінської армії. Докладна історія про ці події на сайті села Тиниця [Архівовано 18 жовтня 2013 у Wayback Machine.].

### Часи другої присутності комуністів (1943—1991)
Після закінчення Другої світової війни комуністи відновили колгоспне рабство та вдалися до нової акції терору голодом у 1946—1947. При чому скористалися відсутністю чоловіків у селі — вони насильно утримувалися у сталінському війську до 1950—1951 років.
Після засудження сталінізму — початок стабілізації життя та відбудова господарського села. Основні роботи відбулися на порозі 1970-х років. Оброблялося майже 5,000 гектарів землі, утримували 3,6 тисячі голів худоби, 6 тисяч свиней. У селі почали працювати об'єкти соціальної сфери.
Директором семирічної школи був Левченко Микола Іванович, завучем — Пономаренко Петро Іванович. Пізніше директорував Фейгін Самійло Давидович, а завучем був призначений Крапивний Гаврило Семенович.
Пізніше директором був призначений Козяр Максим Григорович, а з 1986 року Оніщенко Олександр Васильович. Завучами в свій час були Клочок Л. П., Малецька Тетяна Петрівна, а потім Петрич Валентина Федорівна.
У 60-80-роках XX століття розпочинається активне будівництво закладів соціальної сфери. Так у 1962 році побудоване приміщення школи, у 1962—1964 роках приміщення контори колгоспу імені Ілліча, у 1971 році Будинок культури, 1981—1983 роках магазини, а у — 1989 році приміщення амбулаторії. У 70-ті роки XX століття село було електрифіковане та радіофіковане.
У 1964 році в селі споруджено надгробки на Братських могилах жертвам нацизму, а у 1981 році відкрито Меморіал «Вірним синам Батьківщини» [Архівовано 22 лютого 2014 у Wayback Machine.] в якому перепоховали воїнів-визволителів села Тиниці (285 чоловік).

### Звільнення України
Селяни масово проголосували за відновлення державного суверенітету України 1 грудня 1991 року. Почалася епоха декомунізації Тиниці, яку змогли загальмувати колишні активісти КПУ.
Село активно культивує високоякісні сорти полуниці, яка йде на продаж до міст, насамперед Бахмача.
2009 року почалося будівництво православної церкви. Попередню зруйнували у 1930-х роках комуністичні вандали.
Поля та ферми взяли в руки вірмени, німці та інші васали, які не мають відношення до Тиниці [Архівовано 18 жовтня 2013 у Wayback Machine.].
Десь в 90-х роках у село прибув отець Миколай, який перше богослужіння провів на місці колишньої церкви. А пізніше під церкву виділили приміщенні колишнього магазину. В цьому приміщенні богослужіння відправляються і досі. Отець Миколай добре облаштував той будинок іконами та іншими потрібними церковними речами. Щоразу проходить служба Божа у супроводі хору, в якому співають односельчани та матушка Марія Іванівна. Атрибутика церкви має гарний вигляд, бо все зроблено зі смаком і умінням. Отець Миколай має намір побудувати нову церкву.
Раніше заробітну плату працівники одержували своєчасно. За затримку її видачі винних посадовців притягали до відповідальності. Однак купити за ті гроші було складно. Разом з карбованцями видавали спеціальні талони. І тільки з грішми і такими талонами можна було придбати якийсь товар. Потім гроші на вкладах в Ощадбанку були заморожені, а повертали їх не повністю. Спочатку видавали по 48 грн з однієї книжки, потім — по 50 грн, а в 2008 році по 1000 грн (отримали не всі охочі) і лише з однієї ощадкнижки. А на вкладах було по кілька тисяч. Повернути їх всі відразу держава на може.
У Бахмачі на початку 2004 р. збанкрутів хлібзавод і перестав випікати хліб. Тепер хліб завозять з Ніжина, Прилук та Конотопу та від окремих підприємців з Бахмача. Щоправда постачання хліба та хлібобулочних виробів організовано непогано. Щоранку їх у село завозять свіжими.
Повного краху зазнала і кооперація. Яка мала в селі мережу магазинів. Майже всі приміщенні передані в оренду приватним підприємцям. Так у селі є два магазини Савченка В. М., один — Іванченка В. Л., одне приміщення передане під церкву, одне приміщення є приймальним пунктом молока, а ще одне орендує фермер Риженко С. І. На базі колишнього автогаража працює пилорама, яка забезпечує роботою кількох тиничан. У вівторок, четвер та суботу у селі працює базар. Асортимент товару особливо продовольчого досить великий. На базарі також продається взуття та одяг. Крім бахмацьких підприємців тут продають свої товари і тиничани Крапивний Олександр Миколайович та Моргун Мирослава Степанівна. Тиничани вдячні за організацію такого базару.
Сьогодні серед молоді Тиниці поширюється рух Street workout — це молоді люди, які пропагують спорт та здоровий спосіб життя.
Це майже остання надія на те, що щось зміниться в селі [Архівовано 18 жовтня 2013 у Wayback Machine.].
12 червня 2020 року, відповідно до розпорядження Кабінету Міністрів України № 730-р «Про визначення адміністративних центрів та затвердження територій територіальних громад Чернігівської області», увійшло до складу Бахмацької міської громади.
19 липня 2020 року, в результаті адміністративно-територіальної реформи та ліквідації Бахмацького району, село увійшло до складу Ніжинського району Чернігівської області.

## Пам'ятки

### Тиницький Кочубеївський парк

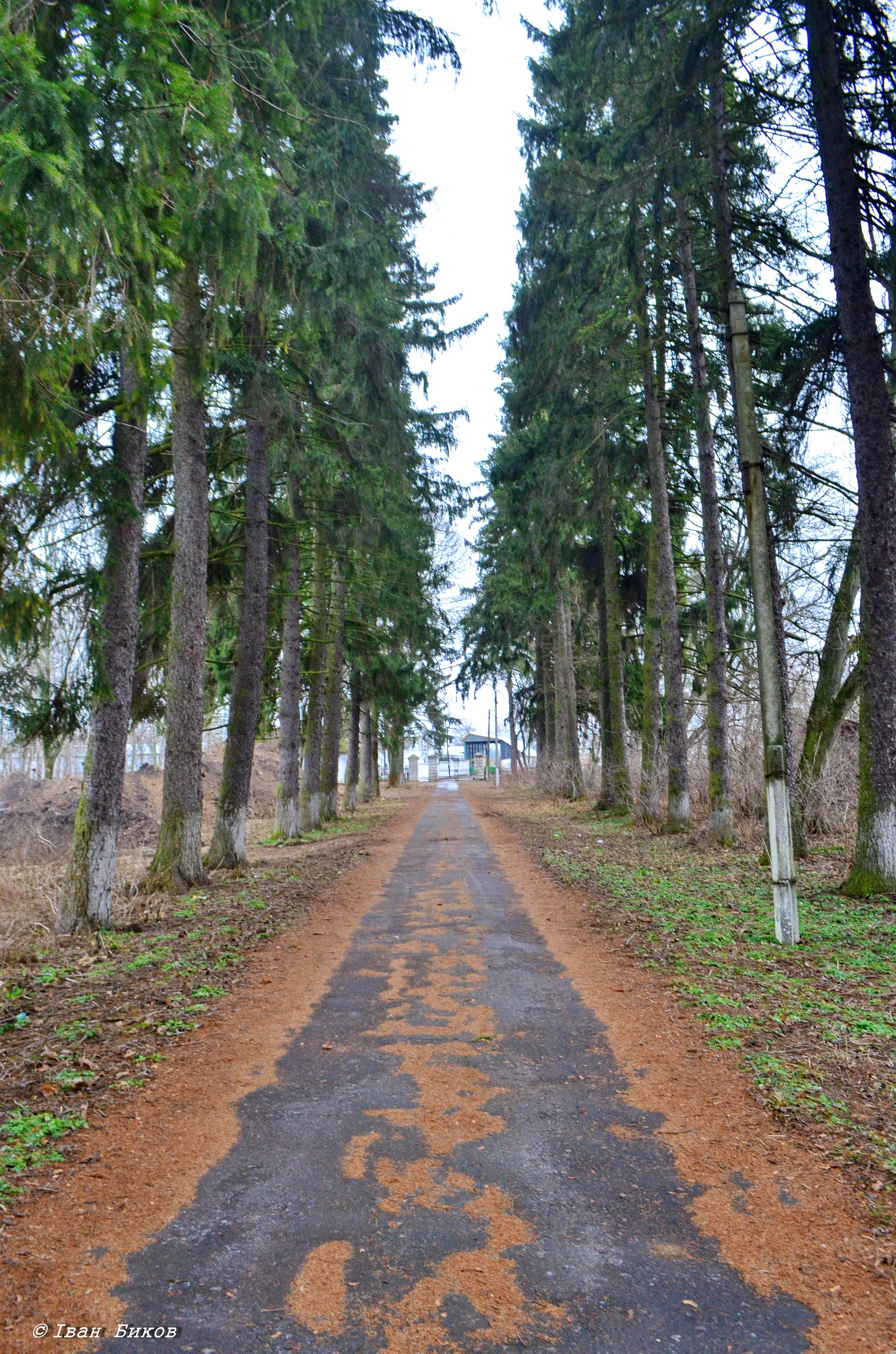
Тиниця. Парк маєтку Кочубеїв

Тиницький парк займає площу 70 га. Центр композиції — будинок Кочубея. Перед його головним фасадом — регулярна частина парку квадратної форми. Алеї поділяють її на 16 малих квадратів. Крім того, по діагоналі прокладені дві взаємопересічені алеї. За будинком починається пейзажна частина парку, на території якої — кілька ставків. Рослинність — дуб, липа, клен гостролистий, каштан кінський, ялина, кедр європейський, горіх чорний.
Ландшафтний комплекс «Кочубеївський парк» включає в себе парк площею 14,7 га, ставок, розміром 3,7 га, сад-2,6 га, а також архітектурні пам'ятки. Старий регулярний парк існує з початку 19 століття. У ньому в загальних рисах збереглася досить складна система планування, яка включає в себе кілька паркових площ з алеями, обрамлених віковічними деревами. Їхні породи старанно підібрані.
Цікава архітектурна структура парку: чотири мальовничі алеї — ялинова, кленова, каштанова, липова — розходяться як радіальні промені в різні боки від центру.
Парк має багатий видовий склад насаджень. Серед багатовікових дубів, лип, кленів, ясенів і каштанів тут збереглися і унікальні для нашої зони дерева: дві кедрові сосни, столітній горіх і, мабуть, ще древніша верба. Прикрасою парку є стотридцятилітні дуби. Зачаровує погляд відвідувачів модрина європейська.
Дендропарк славиться кедровими соснами (європейськими). Ще в парку ростуть ясени, біла береза, сріблясті ялини, ліщина та інші дерева. До революції парк був обнесений дубовим частоколом і добре охоронявся. По його алеях ходили лише господарі, їх гості, а з села — учителі та служителі церкви. Останнім господарем садиби була сім'я графині Кочубей М. Ф.

### Будинок Кочубея

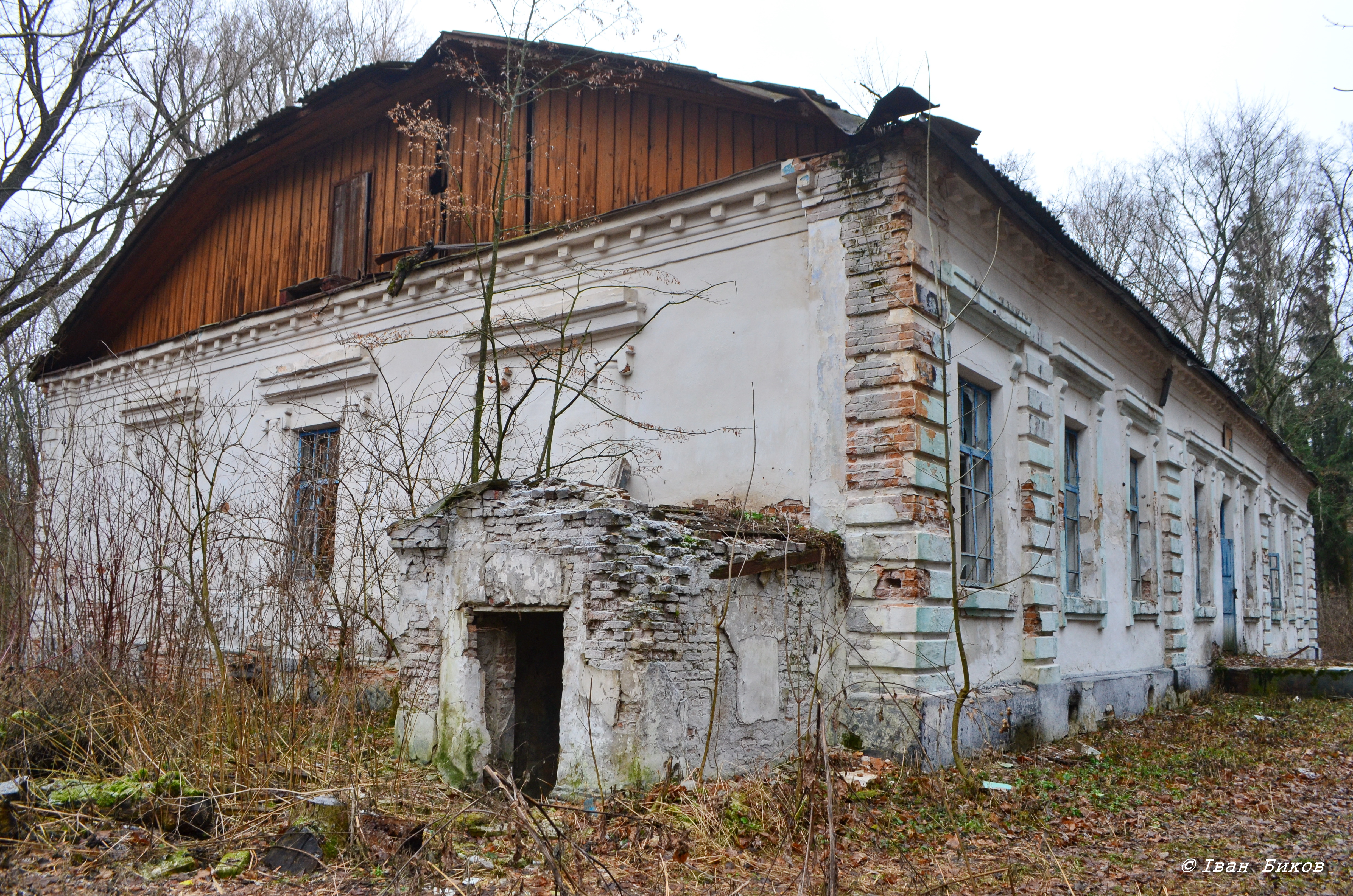
Тиниця. Будинок Кочубеїв. Кін. 18 - сер. 19 ст.

Будинок Кочубея зберігся у первісних об'ємах. Перебудови XIX ст. надали будинку рис класицизму, а перебудови XX ст. — модерну. Цегляний, тинькований, побілений, прямокутний у плані. Стіни завершені карнизами із ріденько посадженими сухариками і розчленовані первісно широкими пілястрами, частково перекритими пізнішими — рустованими. Над віконними отворами — горизонтальні сандрики на кронштейнах. У частині отворів збереглися привіконні колонки і підвіконні полички. До споруди ведуть два входи. Вхід на західному фасаді акцентований інкрустованими пілястрами і напівциркульною нішею над отвором з радіальним рустом по контуру.
Вхід з боку південного фасаду підкреслений невеликою кріповкою фасадної стіни з рустованими пілястрами по кутах. Біля входів — невеликі ґанки. Східний фасад носить сліди перебудов. Містить напівколонки з нетрадиційними за формою капітелями і сандрики, ймовірно, навколо закладених отворів або ніш. На цьому ж фасаді — вхід до підвального поверху. Споруда має пласке балкове перекриття, дах складний, чотирисхилий за формою, близький періоду модерну (це підтверджує мотив підзору металічної покрівлі).

### Скарбниця

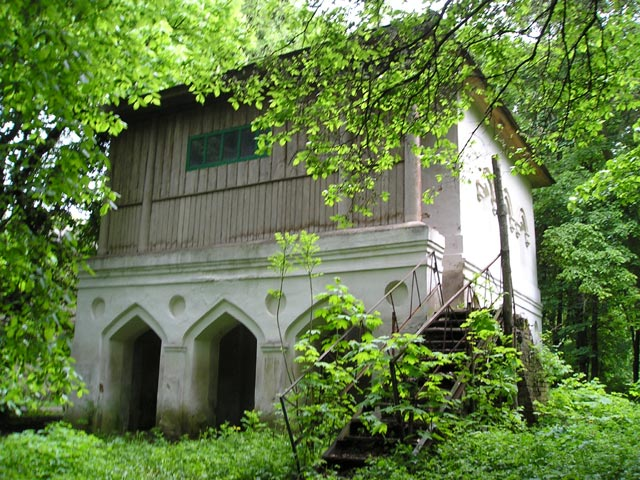
Скарбниця Кочубея

Скарбниця — у формах романтизму. Цегляна, тинькована, побілена, двоповерхова, квадратна в плані. Із західного боку у межах першого поверху — галерея з арками стрільчастої форми, а над ній — дерев'яна надбудова — веранда. Перекриття пласкі, дах чотирисхилий, покрівля металева. Західній аркаді відповідає декор першого поверху решти фасадів пам'ятника у вигляді аркових пласких ніш з профільованими імпостами. У цих нішах прямокутні віконні отвори, напівциркульні ніші. У тимпанах — круглі маленькі ніші. У стінах другого поверху — прямокутні вікна, позбавлені декору, крім південного фасаду, декорованого напівциркульними нішами із стрільчастими профільованими архівольтами. Всередині приміщення переплановане.

### Бухгалтерське училище
Бухгалтерське училище у Тиниці існувало до початку 2000-х років. Директором цього училища був Кот Микола Миколайович, завучем — Косач Ольга Петрівна, а викладачами були — Кравченко В. М., Дахно В. С., Дахно В. Г., Діденко М. Д.,Клец В. О., Кирута О. І., Моргун М. С, Бондарєвський М. Г., Ігнатенко Г. І., Башук О.І. та інші. В період існування РКШ там бали створені свиноферма, птахоферма, розводили коней, була велика пасіка. Пасічником довгий час був Іващенко І. С., а потім - Гусєв Олексій. В 2002 р. училище закрито. Всі будівлі знаходяться в аварійному стані.

## Сучасний стан
У селі 1015 дворів, з яких 825 житлових. Населення, за уточненими даними, 1903 особи. Загальноосвітня школа І-ІІІ ступенів (146 учнів), відділення зв'язку, відділення Ощадбанку лікарська амбулаторія, будинок культури на 350 місць, 2 бібліотеки. Дороги з асфальтовим покриттям.
У вересні 2006 року ліквідоване профтехучилище № 4. 7 сільгоспвиробників, окремі від колишнього колгоспу. Працює СТОВ «Світанок», який представляє інтереси сільських пайовиків. На території сільської ради 9 торговельних точок, їдальня «Тиницьке». Реконструкція кафе. В центрі села час від часу працює торговельний майданчик, який розташовується в центрі села (на місці колишнього швейного ательє).
У селі переважають люди старшого віку, поширене безробіття. Більшість працює у м. Бахмач. Розташування на жвавій трасі Бахмач-Дмитрівка сприяє відтоку населення на заробітки до інших районних центрів Чернігівської та Сумської областей.
У 2009 році святкували 350 річчя з дня першої письмової згадки про село Тиниця. Районна друкарня за підтримки райдержадміністрації випустила брошуру, присвячену цій події. А перед цим вона збирала матеріал про історію села, звертаючись з проханням надавати матеріали як до офіційних установ так і до приватних осіб. Прохання написати свої спогади отримав і Крапивний Гаврило Семенович.
Він як один із найстаріших жителів села пройшов фронтами Німецько-радянської війни, довгий час працював учителем, а потім і завучем Тиницької середньої школи і в його пам'яті запам'яталося багато подій, епізодів, розповідей з життя Тиниці та тиничан. Ця брошура вийшла, але в неї ввійшла не вся та інформація, написана в спогадах. До неї включили більше офіційної, сухої інформації, взятої з інших джерел.

## Цікавинки
- У Дніпропетровську є популярний ресторан «Тиниця», в якому відображено українську національну самобутність славетного села на Гетьманщині[недоступне посилання з липня 2019].
- У пресі існують згадки про «тиницьких відьом», яким народні перекази приписували надприродні здібності.
- Василя Кочубея стратили у 1708, а парк (і ймовірно будинок) закладені у к. XVIII ст. Тому садиба Кочубея скоріше за все не має стосунку до відомого генерального писаря (що написав донос на гетьмана Іоанна Мазепу сусідньому царю Петру І). Як максимум садиба могла бути збудована його нащадками, а швидше за все ця назва просто закріпилася за нею «історично».[6]

### Тиницька полуниця
В 1930-х роках Харківський заготівельний пункт організував у Тиниці приймальний пункт ягід полуниці — його офіс був на місці меморіалу сталінським солдатам. Майже всі господарства займалися вирощуванням полуниці. В деяких селян площі під ягодами займали по 0,60 га. За ягоди платили і грошима, давали борошно вищого ґатунку та печиво. Це допомагало тиничанам порятуватися від терору голодом. І в післявоєнні роки селяни також займалися вирощуванням ягід. Їх здавали на приймальні пункти в Тиниці і відправляли на переробку на Бахмацький завод продтоварів. Тепер тиничани вирощують полуницю для своїх потреб. Деяку кількість ягід вивозять на ринки в Бахмач, в Київ, а дехто і в Москву.

## Відомі люди
- Білецький Федір Григорович (1879—1967) — професор Полтавського сільськогосподарського інституту, відомий фахівець в галузі рослинництва
- Григорій Вовкушевський — правознавець, укладач «Російсько-українського словника правничої мови» (1926);
- Гриценко Микола Іванович — журналіст, поет, редактор сумської обласної газети «Ленінська правда» (1984—1991);
- Іващенко Сергій Григорович — голова міста Васильків (2006—2010).
- Кузьменко Олександр Васильович (1978—2023) — солдат Збройних сил України, учасник російсько-української війни.
- Федько Іван Васильович — господарник, директор сільськогосподарських підприємств Бахмацького району (с. Голінка, Халимонове, Тиниця)

## Також
- Перелік населених пунктів, що постраждали від Голодомору 1932—1933 (Чернігівська область)